# Symposium sur la sécurité des technologies de l'information et des communications

Logo officiel du SSTIC

Le Symposium sur la sécurité des technologies de l'information et des communications, ou SSTIC (prononcer [stik]), est une conférence francophone annuelle sur le thème de la sécurité de l'information.
Elle rassemble chaque année environ 800 personnes de différents horizons : universités, industrie, organisations gouvernementales. L'objectif du SSTIC est de provoquer la rencontre et la discussion entre ces publics très variés, autour de présentations sur l'état actuel de la sécurité informatique en France et dans le monde.

## Événement
Organisée depuis 2003 à Rennes, le SSTIC est une conférence francophone traitant de la sécurité de l'information, qu'il s'agisse des vecteurs d'information (comme les systèmes informatiques ou les réseaux) ou de l'information elle-même (cryptographie ou guerre de l'information). Cette conférence rassemble les personnes intéressées par les aspects techniques et scientifiques de la sécurité de l'information. Les sujets y sont traités de manière approfondie, didactique et prospective, sous différents aspects : technique, scientifique, stratégique, d’organisation et juridique.
La conférence se déroule sur le campus de Beaulieu jusqu’en 2016 inclus, à la faculté de droit de Rennes en 2017, puis au Couvent des Jacobins depuis 2018.

### Éditions précédentes
La 7e édition s'est déroulée en juin 2009. Elle comprenait un total de 24 conférences dont 7 invitées, ainsi qu'une séance de rump session et une présentation des projets répondant au défi SEC&SI de l'ANR.
La 8e édition s'est déroulée du 9 au 11 juin 2010, toujours dans l'amphithéâtre Louis Antoine de l'université Rennes-I. Elle a rassemblé un total de 22 conférences, ainsi que la traditionnelle séance de rump session. Parmi les 8 conférences invitées, Harald Welte a donné deux conférences en anglais sur les projets OpenBSC et OsmocomBB. La conférence d'ouverture est donnée par Bernard Barbier directeur technique de la DGSE, celle de clôture par Patrick Pailloux directeur général de l'ANSSI.
La 9e édition a eu lieu en 2011, avec un total de 21 conférences, dont 7 invitées. La conférence d'introduction avait été donnée par Joanna Rutkowska.
En 2017, lors de la 15e édition, la conférence de clôture consiste en un bilan inédit de la réaction à la cyberattaque contre TV5 Monde par l’ANSSI,.
La 16e édition du SSTIC a eu lieu à Rennes du 13 au 15 juin 2018, et comprend 30 conférences, présentées par 62 personnes (61 hommes et 1 femme). Elle est clôturée par une présentation de Patrick Pailloux, directeur technique de la DGSE.
L’édition 2020 se tient entièrement à distance, avec un système de diffusion des conférences préalablement enregistrées par leurs auteurs, en raison de la pandémie de COVID-19 en France.